# قرارداد قیمت ثابت
قرارداد قیمت ثابت (Fixed Priced) یا لامپ سام Lump Sum پیمانکار مبلغی ثابت بابت یک حوزه کار مشخص دریافت می‌کند. روش کار به این ترتیب است که ابتدا کارفرما حوزه کار (Scope of Work) و مشخصات اولیه پروژه را که حاصل از طراحی پایه (Basic Design) است را تعیین و از پیمانکار می‌خواهد تا قیمت خود را برای انجام صفر تا صد این خدمات ارائه دهد. در برخی موارد لازم است پیمانکار بخش‌هایی از طراحی کلان پروژه را در زمان برآورد و ارائه پیشنهاد انجام دهد و سپس نسبت به برآورد قیمت و شرکت در مناقصه اقدام کند.
قیمت اعلام تمام شده شامل بالاسری و سود پیمانکار نیز هست لذا پیمانکار بایستی تمامی هزینه‌های دوره انجام پروژه را برآورد کند. به‌طور کلی ریسک این نوع قراردادها برای پیمانکار بالا و برای کارفرما پایین است.
این نوع قرارداد برای پروژه‌هایی مناسب است که محدوده کاری یا Scope of Work کامل، شفاف و بدون ابهام داشته باشد. بدیهی است زمانی‌که در عمل هزینه واقعی پروژه از قیمت ثابت قرارداد بیشتر شود، پیمانکار دچار ضرر و زیان می‌شود.
با توجه به اینکه محل تأمین منابع پروژه (داخل یا خارج کشور)، قرارداد می‌تواند به صورت ریالی یا ارزی یا ترکیبی از هر دو باشد.
با توجه به نوسانات قیمت ارز، بهتر است قیمت مربوط به بخش‌هایی مثل خرید خارجی، حضور کارشناسان خارجی یا در صدی از کالاهای داخلی که مواد اولیه آن‌ها از خارج تأمین می‌شود به صورت ارزی برآورد شود تا کمترین ریسک را برای طرفین داشته‌باشد.
در برخی موارد با توجه به کاهش ریسک پیمانکار، قرارداد قیمت ثابت به همراه تعدیل قیمت(Price Adjustment) در نظر گرفته می‌شود. در این صورت براساس یک دستورالعمل توافق شده، افزایش یا کاهش قیمت برخی آیتم‌های مشخص به عنوان تعدیل قیمت محاسبه و پرداخت می‌شود.
در مواردی هم جهت تشویق پیمانکار در سرعت بخشیدن به کار، پاداش‌هایی در نظر گرفته می‌شود که به مبلغ ثابت قرارداد اضافه می‌شود.
در صورتی که قرارداد فقط شامل قیمت ثابت و فاقد تعدیل قیمت یا پاداش باشد به آن لامپ سام Lump Sum گفته می‌شود. البته در برخی موارد این عنوان به همه انواع قراردادهای قیمت ثابت نیز گفته می‌شود که ظاهراً صحیح نیست.

## مزایا
از مزایای قرارداد قیمت ثابت می‌توان موارد ذیل را نام برد:
- پیمانکار تمام تلاش خود را برای کاهش هزینه، زمان و جلوگیری از اتلاف آن‌ها بکار می‌گیرد.
- برخلاف قراردادهای «جبران هزینه» نیازی به کنترل و ثبت دقیق هزینه‌های واقعی توسط کارفرما نیست زیرا پرداخت به پیمانکار به این هزینه‌ها ارتباطی ندارد.
- کاهش موارد ادعایی به دلیل لزوم پیش‌بینی عمده موارد توسط پیمانکار در زمان پیشنهاد قیمت.

## معایب
از معایب قرارداد قیمت ثابت می‌توان موارد ذیل را نام برد
- احتمال ضرر پیمانکار به دلیل عدم پیش‌بینی برخی موارد فنی یا اقتصادی نظیر تورم ناگهانی.
- عدم تمایل پیمانکار به ارائه کیفیت بالاتر نسبت به حداقل‌های قرارداد یا موارد مسکوت در قرارداد.
- با وجود در نظر گرفتن بسیاری از هزینه‌ها در زمان مناقصه، ممکن است پیمانکار در حین اجرای پروژه نسبت به مواردی، ادعای افزایش هزینه یا زمان کند.

## سایر شرایط
برخی از این موارد در ذیل عنوان شده‌اند
- تغییر یا اضافه شدن برخی مشخصات نسبت به اسناد مناقصه و قرارداد، مثلاً افزایش حجم تولید کارخانه موضوع قرارداد یا تغییر مشخصات فنی اولیه.
- اعمال تحریم جدید پس از عقد قرارداد و تأثیر روی هزینه یا زمان تأمین منابع.
- رشد غیرعادی در قیمت‌ها مثل تغییرات شدید قیمت بابت افزایش قیمت حامل‌های انرژی.

جهت رسیدگی به ادعاها یا تغییرات حاصله در قرارداد، پیشنهاد می‌شود توافقات کلی در خصوص نحوه تعیین قیمت کارهای جدید پیش‌بینی شود؛ مثلاً تعیین ضریب بالاسری برای خرید کالا، یا جدول قیمت نیروی انسانی یا ماشین‌آلات یا جدول قیمت واحد بها. مجموعه این توافقات باعث می‌شود در زمان اعمال تغییرات در محدوده کاری و ایجاد ادعا از طرف پیمانکار، کمترین زمان صرف مذاکرات و چانه‌زنی‌های طرفین بشود.